# Мальков, Павел Андреевич
Павел Андреевич Мальков — советский хозяйственный, государственный и политический деятель.

## Биография
Родился в 1916 году в Ташкенте. Член КПСС.
С 1933 года — на хозяйственной, общественной и политической работе. В 1933—1990 гг. — инженер, руководитель группы в КБ прессового оборудования Уралмашзавода, участник Великой Отечественной войны, начальник цеха Уралмашзавода, в зарубежной командировке в Китайской Народной Республике, главный инженер УЗТМ имени С. Орджоникидзе, начальник главного управления Министерства тяжелоё промышленности СССР, торговый представитель СССР в Алжире.
За создание и внедрение комплексно-механизированного показательного сварочного производства в уникальном блоке сварных машиностроительных конструкций Уралмашзавода был в составе коллектива удостоен Государственной премии СССР в области науки и техники 1969 года.
Умер в Москве в 1998 году.